# 小野和子 (バドミントン選手)
小野 和子（おの かずこ、旧姓:後藤、1946年（昭和21年）1月28日 - ）は、新潟県新潟市出身の女子バドミントン選手。

## 来歴
新潟市立沼垂小学校、新潟市立宮浦中学校、新潟県立新潟中央高等学校卒業。3年時にはインターハイの女子シングルスに出場、決勝で山形城北女子高等学校（現山形城北高等学校）に敗れるものの準優勝、同年の国体でも準優勝を飾っている。卒業後は日本電信電話公社へと入社し、練習は高校で行った。
全日本にも選ばれ第4回ユーバー杯（1966年）に出場し、これまでの優勝国アメリカ合衆国を破って日本の優勝に貢献した。翌年に開催された第5回ユーバー杯にも出場し、連覇を果たした。
現在は新潟県小学生バドミントン連盟の理事や新潟県バドミントン協会普及委員長を務めている。